# Brygady Tygrysa
Brygady Tygrysa (fr. Les brigades du Tigre) – francuski serial kryminalno-sensacyjny. Liczy 36 odcinków po 55 minut każdy. Emitowany był we Francji w latach 1974–1983 przez telewizję Antenne 2 oraz w Polsce w wersji zdubbingowanej.
„Tygrys” to przydomek Georges'a Clemenceau (1841–1929), francuskiego polityka, który postanowił zreformować niesprawną i posługującą się przestarzałymi metodami policję francuską z początku XX wieku, aby dopasować ją do walki ze współczesnymi przestępcami, tworząc m.in. elitarne brygady zmotoryzowane, których śledztwa są tematem serialu.
Piosenka z czołówki, Apaszowska skarga (oryg. „La complainte des Apaches”), wyjaśnia, jak policjanci zaczęli się posługiwać metodami naukowymi, działać incognito, porzucając rowery i konie. Powieściową naiwnością stało się przekonanie, że można jeszcze dokonać napadu na bank dla zabicia czasu, nie ryzykując 20 lat więzienia.
Serial składa się z 6 cyklów po 6 odcinków, które obejmują okres od roku 1907 do 1929. Siódma, odpowiadająca latom 1930–1935, nigdy nie została sfilmowana wskutek zmiany kierownictwa telewizji Antenne 2.
Wszystkie odcinki serialu zostały we Francji wydane na DVD w sześciu kolekcjach odpowiadających cyklom.

## Obsada
- Jean-Claude Bouillon – komisarz Valentin, główna postać
- Jean-Paul Tribout – inspektor Pujol
- Pierre Maguelon – inspektor Terrasson, atleta z akcentem południowym
- François Maistre – Monsieur Faivre, szef Valentina
- Pinkas Braun – Gabrielli

## Wersja polska
- Wersja Polska – Studio Opracowań Filmów w Warszawie
- Reżyseria – Maria Olejniczak i Henryka Biedrzycka
- Dialogi – Grażyna Rogalska-Dyksińska
- Dźwięk – Roman Błocki
- Montaż – Anna Łukasik

Obsada:
- Tadeusz Wieczorek – Komisarz Valentin
- Czesław Mroczek – Inspektor Terrasson
- Stefan Knothe – Inspektor Pujol
- Czesław Byszewski
- Eugeniusz Robaczewski
- Andrzej Prus

i inni

## Ekipa
- Muzyka: Claude Bolling
- Scenariusz: Claude Desailly
- Reżyseria: Victor Vicas
- Produkcja: ORTF, Telecip
- Piosenka La complainte des Apaches: słowa Henri Djian, śpiewa Philippe Clay.

## Niektóre odcinki i ich emisja w Polsce
- Ce siècle avait 7 ans (pilot serialu, wprowadzający postać komisarza Valentin i wyjaśniający powód stworzenia Brygad; emisja: niedziela 28 marca 1976 o godzinie 20:30, po Bajce dla dorosłych, pod tytułem U progu XX wieku, i niedziela 11 kwietnia pod tytułem Gdy nasz wiek liczył sobie 7 lat; powtórka: wtorek 13 kwietnia o 9:05)
- Les vautours (emisja: niedziela 18 kwietnia 1976 pod tytułem Sępy, po Teatrze Komedii; powtórka: wtorek 20 kwietnia o 10:40)
- Nez de chien (emisja: niedziela 25 kwietnia 1976 pod tytułem Psi węch, po Bajce...)
- Visite incognito (emisja: niedziela 2 maja 1976 o 20:30 pod tytułem Wizyta incognito, po Bajce...)
- La confrérie des loups (emisja: niedziela 9 maja 1976 o 20:30 pod tytułem Bractwo wilków)
- La main noire
- Collection 1909 (druga seria; emisja: niedziela 16 maja 1976 o 20:30 pod tytułem Kolekcja 1909; powtórka: wtorek 18 maja o 8:00)
- La couronne du tsar (druga seria, lata 1910)
- De la poudre et des balles (emisja niedziela 13 czerwca 1976 o 20:30 pod tytułem Proch i kule, po Bajce...)
- Le crime du sultan
- L'Auxiliaire (emisja niedziela 23 maja 1976 o 17:15 pod tytułem Inspektor do zadań specjalnych)
- Les Compagnons de l'Apocalypse (emisja niedziela 30 maja 1976 pod tytułem Wyznawcy Apokalipsy o 20:30)
- Le cas Valentin (trzecia seria)